# 影像诊断学

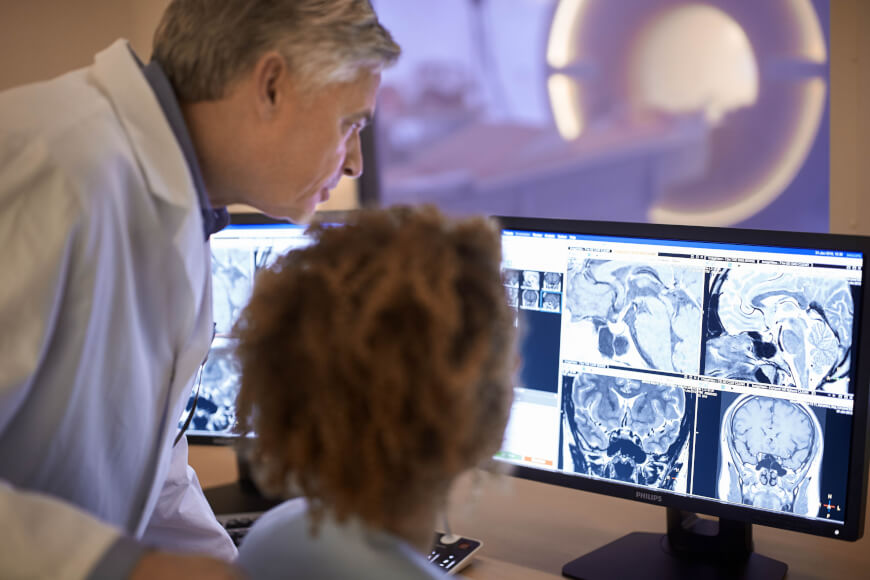
一位影像科医生正在分析磁共振成像结果

影像診斷學（imaging diagnostics）旧称放射線醫學（radiology），是通過特殊手段，展示患者身体內部結構的影像，揭示有無病變及對病變進行定性和/或定量分析，是现代醫學极其重要的一个分支，也是現代醫學中發展最快，取得成就最多的一部分。
該學科起始于1895年倫琴发现X射線开始，已發展出X线攝影片、利用X光原理再加上電腦運算分析的電腦斷層攝影(CT)、利用核磁共振技術的磁共振成像(MRI)、利用超音波原理的超音波造影、藉由同位素協助的核子醫學造影及正子斷層掃描等多種檢查工具。此外，各種檢查工具針對不同的部位或器官，更發展出許多特別的應用方式，如心導管檢查或各器官的血管攝影即是利用在血管內注射顯影劑，再用X光原理顯像以進行診斷。
影像診斷學除了協助診斷外，亦能協助侵入性診斷甚或是治療的進行，如超音波造影協助體液抽吸、電腦斷層攝影協助膿瘍抽吸及腫瘤穿刺生檢、以血管攝影協助進行栓塞以止血等。